# Marx Anton Hannas

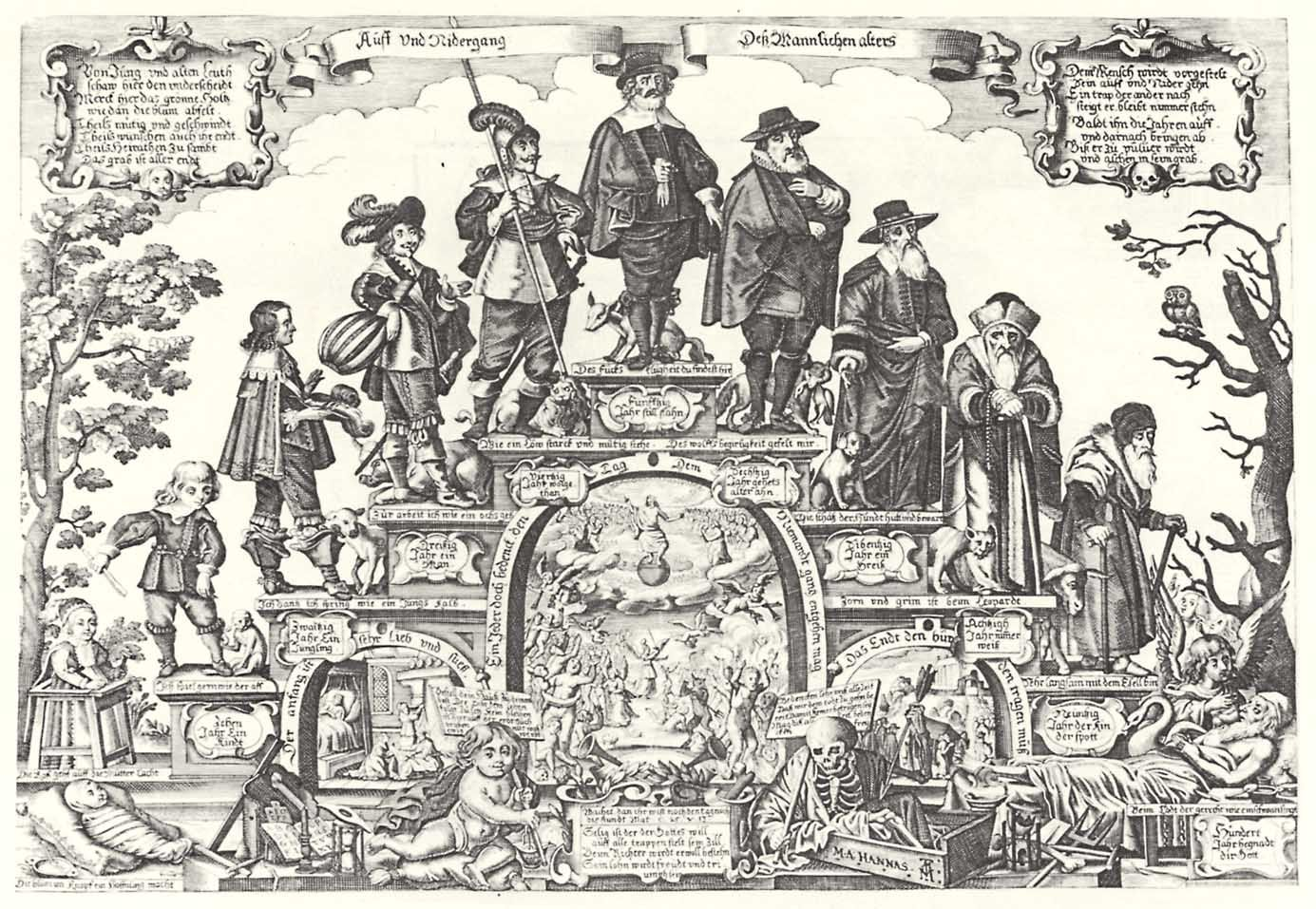
Auff vnd Nidergang Deß Mannlichen alters, Holzschnitt, 17. Jh.; Grafische Sammlung Albertina, Wien

Marx Anton Hannas (auch Marc Anton Hannas; † 1676) war ein deutscher „Holzschneider, Stecher, Briefmaler und Verleger“. Er war in Augsburg tätig und begann seine Lehrlingsausbildung 1610 mit Georg Kress.